# Club Deportivo Litoral
O Club Deportivo Litoral é um clube boliviano de futebol, fundado em 5 de abril de 1936, com sede na cidade de Cochabamba. O clube é filiado à Asociación de Fútbol de Cochabamba, e está atualmente na categoria Primera B local, equivalente à quarta divisão nacional. Suas cores são verde, branco e vermelho. Em 1969, o clube se classificou à Libertadores após conseguir o vice-campeonato da Copa Simón Bolívar em 1969, perdendo o título para o Universitario de La Paz.

## Histórico em competições oficiais
| Temporada | Competição              | Fase    | Oponente      | Resultados |
| --------- | ----------------------- | ------- | ------------- | ---------- |
| 1969      | Libertadores da América | Grupo 3 | Bolívar       | 0–1, 1–1   |
| 1969      | Libertadores da América | Grupo 3 | Olimpia       | 0–3, 0–2   |
| 1969      | Libertadores da América | Grupo 3 | Cerro Porteño | 0–1, 0–6   |

Jogos em casa em negrito.